# Haunoldshofen
Haunoldshofen (fränkisch: Handls-hufm) ist ein Gemeindeteil des Marktes Dietenhofen im Landkreis Ansbach (Mittelfranken, Bayern). Haunoldshofen liegt in der Gemarkung Kleinhaslach.

## Geografie
Unmittelbar westlich des Weilers entspringt der Haunoldshofener Graben, ein linker Zufluss des Haselbachs. 0,5 km nördlich liegt Dietenhofen. Eine Gemeindeverbindungsstraße verläuft nach Rüdern (2,3 km westlich) bzw. zu der Kreisstraße AN 26 (0,3 km östlich), die nach Dietenhofen (1,1 km nördlich) bzw. nach Kleinhaslach führt (1,7 km südöstlich).

## Geschichte
Der Ort wurde 1169 als „Hunolteshouen“ erstmals urkundlich erwähnt. Das Bestimmungswort des Ortsnamens ist der Personenname Hunold, der wohl der Gründer des Ortes war.
Gegen Ende des 18. Jahrhunderts gab es in Haunoldshofen vier Anwesen und ein Gemeindehirtenhaus. Das Hochgericht übte das brandenburg-ansbachische Hofkastenamt Ansbach aus. Die Dorf- und Gemeindeherrschaft hatte das brandenburg-bayreuthische Kastenamt Dietenhofen inne. Grundherren waren das Kastenamt Dietenhofen (1 Dreiviertelhof, 1 Gut) und das St.-Klara-Klosteramt der Reichsstadt Nürnberg (1 Hof, 1 Dreiviertelhof). Von 1797 bis 1808 unterstand der Ort dem Justiz- und Kammeramt Ansbach.
Im Rahmen des Gemeindeedikts wurde Haunoldshofen dem 1808 gebildeten Steuerdistrikt Kleinhaslach und der 1811 gegründeten Ruralgemeinde Kleinhaslach zugeordnet. Diese wurde am 1. Juli 1972 im Zuge der Gebietsreform in Bayern in den Markt Dietenhofen eingegliedert.

## Einwohnerentwicklung
| Jahr      | 001818 | 001840 | 001861 | 001871 | 001885 | 001900 | 001925 | 001950 | 001961 | 001970 | 001987 | 002005 | 002013 |
| Einwohner | 39     | 33     | 33     | 35     | 37     | 35     | 32     | 57     | 39     | 35     | 42     | 43     | 41     |
| Häuser    | 7      | 8      |        |        | 6      | 6      | 5      | 5      | 7      |        | 13     |        |        |
| Quelle    | [ 14 ] | [ 15 ] | [ 16 ] | [ 17 ] | [ 18 ] | [ 19 ] | [ 20 ] | [ 21 ] | [ 22 ] | [ 23 ] | [ 24 ] | [ 25 ] | [ 1 ]  |

## Religion
Der Ort ist seit der Reformation evangelisch-lutherisch geprägt und nach St. Andreas (Dietenhofen) gepfarrt. Die Einwohner römisch-katholischer Konfession waren ursprünglich nach Unsere Liebe Frau (Heilsbronn) gepfarrt, seit den 1980er Jahren ist die Pfarrei St. Bonifatius (Dietenhofen) zuständig.

## Wanderwege
Durch den Ort führen der Fernwanderweg Rangau-Querweg und der Rundwanderweg Bibertrundweg.